# منطقه حفاظت‌شده کلاته
منطقه حفاظت‌شده کلاته یکی از مناطق حفاظت‌شدهٔ  تحت مدیریت سازمان حفاظت محیط زیست ایران با وسعت ۱۲۶٬۳۷۶ هکتار است که در محدودهٔ شهرستان خور و بیابانک در استان اصفهان قرار دارد.

## تاریخچهٔ حفاظت
منطقه حفاظت‌شده کلاته در ابتدا به‌عنوان منطقه شکارممنوع بود که در تاریخ ۱۳ اردیبهشت ۱۴۰۳، طی مصوبه سی و هشتمین جلسه شورای عالی محیط زیست، با ارتقای سطح حفاظتی از منطقه شکارممنوع به منطقه حفاظت‌شده ارتقا یافت.

## ویژگی‌های بوم‌شناختی
منطقه حفاظت‌شده کلاته یکی از با ارزش‌ترین زیستگاه‌های ارزشمند و تقریباً بکر در قلب کویر است. این منطقه مشتمل بر دشت‌ها و سلسله کوه‌های به هم پیوسته می‌باشد که به دلیل داشتن گونه‌های مختلف گیاهی و جانوری یکی از مناطق ویژه در استان اصفهان شناخته شده است. حدود ۲۰ درصد منطقه حفاظت‌شده کلاته را کوهستان و تپه ماهوری، ۵۲ درصد به صورت دشت، ۲۲ درصد تاغزار و تپه ماسه‌ای و شش درصد نیز اراضی سیلابی تشکیل می‌دهد.
این منطقه بسیاری از گونه‌های مهم بیابانی را در خود جای داده و می‌تواند به حفظ ذخایر گونه‌ای در زیستگاه‌های بیابانی کشور در شرق اصفهان کمک کند.
پوشش گیاهی شاخص منطقه حفاظت‌شده کلاته درمنه، گز و تاغ است و عموماً در دشت‌ها تاغزارهای انبوه و خودرو و در نواحی مرتفع‌تر نیز گونه‌هایی چون بادام کوهی، پسته وحشی، بنه، قیچ، شور و آنغوزه را می‌توان مشاهده کرد.
مهم‌ترین گونه‌های جانوری این منطقه حفاظت‌شده عبارتند از: پلنگ ایرانی، زاغ بور، باقرقره، سبزقبا، هوبره، گربه وحشی، گربه شنی، کاراکال، کل و بز، قوچ و میش و جبیر.